# DR3
DR3 je dánský národní televizní kanál, který obsluhuje veřejnoprávní vysílací společnost DR. Kanál byl spuštěn dne 28. ledna 2013, čímž nahradil DR HD. Pořady jsou zaměřeny na mládež a dospělé publikum nižšího věku.

## Vysílané pořady

### Domácí pořady
- Monte Carlo elsker Putin
- De uperfekte
- Du lyver!
- Absurdistan
- HomoLesbians
- Hobby-TV
- Thomas Skovs bilprogram
- Storm i et glas vand
- Musik Dok - Kidd Life
- Den utrolige historie om Alexander Blomqvist

### Zahraniční pořady
- Studio 30 Rock
- Griffinovi
- Girls (seriál)
- Glee
- Laboratoř pro chlapy Jamese Maye
- Late Night with Jimmy Fallon
- Parks and Recreation
- Rookie Blue
- Živí mrtví (seriál)
- Vikings (seriál, 2013)
- X Faktor